# Conservatori Hoch de Frankfurt
El Conservatori Hoch - Acadèmia de Música de Frankfurt del Main va ser fundat el 22 de setembre de 1878 com a fundació, pel ciutadà de Frankfurt Joseph Hoch com a centre de formació musical i artística per a totes les edats. En les primeres dècades de la seva existència va guanyar fama mundial gràcies als seus famosos professors com Clara Schumann, Engelbert Humperdinck i Joachim Raff i va atreure estudiants talentosos com Hans Pfitzner, Alfred Hoehn, Edward Mac Dowell, Percy Grainger, Paul Hindemith, Ernst Toch i Otto Klemperer.

## Departaments
L'institut està dividit en quatre departaments per a diferents direccions de formació:
- En el departament d'estudis, el conservatori ofereix el curs de música - orientació artístico-pedagògica en quatre perfils diferents (instrument/cant, educació musical elemental/educació musical, jazz i música popular, composició). El curs té una durada de vuit semestres que condueixen a un títol de Grau en Música. No hi ha límit d'edat.[2]
- Al departament de preparació d'estudis (Pre-College-Frankfurt), els estudiants talentosos estan preparats per a la prova d'accés als estudis professionals en les àrees artística, de teoria musical, pedagògica o organitzativa en una escola de música o un conservatori. Es tracta d'un programa de formació certificat i modular dins del Marc Europeu de Qualificacions a nivell de grau (EQF 6); Els resultats de l'aprenentatge es poden acreditar per a formació i educació superiors.[2]
- El Departament de Joventut i Educació d'Adults (ANE) amb una àmplia oferta formativa està adreçat a persones interessades en la formació musical no professional de totes les edats. La gamma de lliçons inclou classes d'instrumental i de cant, així com diversos cursos de teoria musical. Els departaments d'educació musical elemental, música antiga i música/composició d'art contemporani també estan afiliats.[3]
- Al departament de ballet del conservatori, els joves ballarins es formen en un sistema d'entrenament multietapa. L'oferta inclou formació en ballet clàssic i, per tant, serveix com a formació professional prèvia, el sistema d'ensenyament clàssic-acadèmic es basa en un mètode Waganowa adaptat a la pràctica escènica actual.[4]

## Història
Joseph Hoch ja havia estipulat en el seu testament l'any 1857 que els seus béns s'utilitzarien per fundar un "Institut de Música". Va posar tots els seus actius, per valor d'un milió de marcs d'or, disponibles per a aquest propòsit.
| « | "En el cas de la meva mort sense fills, o en el cas que els fills i hereus que vaig deixar morin sense deixar hereus legítims, el meu desig més estimat és que tots els meus béns (amb l'única excepció dels d'aquest testament i els seus annexos). amb altres finalitats específiques) per establir una institució de música a Frankfurt del Main, la meva ciutat natal, sota el fundar i mantenir el "Conservatori de Hoch". | » |

– Joseph Hoch: testament del 14 de juliol de 1857 -
Després de la seva mort el 1874, això es va fer amb la fundació del "Dr. El Conservatori de Hoch" es va implantar el 1876. L'obertura del "Dr. El Conservatori de Hoch" va tenir lloc el 22 de setembre de 1878 a l'edifici històric del "Frankfurt Saalhof", el director fundador va ser Joachim Raff. Es van reclutar com a professors nombrosos artistes de renom internacional, de manera que l'institut va atreure estudiants d'arreu del món i va aconseguir fama mundial en poc temps. després de la seva fundació.
El ràpid augment del nombre d'estudiants va requerir aviat una expansió espacial, per a la qual es va construir l'edifici d'"Eschersheimer Landstrasse" nº. 4 i es va inaugurar el 1888. Al llarg de les dècades, l'oferta de cursos es va anar ampliant contínuament: el 1884 es va obrir el seminari per a professors de música sota la direcció d'Iwan Knorr, el 1886 l'escola bressol per a joves dotats, el 1908 l'escola d'orquestra, el 1918 el seminari de cant escolar, i el 1924 l'escola d'òpera. A partir de 1892, el conservatori es va fer càrrec de la formació dels becaris de la Fundació Mozart.
Sota el director Bernhard Sekles, el conservatori estava molt avançat al seu temps als anys vint. Sekles va iniciar les primeres classes de jazz del món el 1928 sota la direcció de Mátyás Seiber, el 1931 un departament per a l'educació musical primerenca i també cursos per a l'educació d'adults. L'escola d'orquestra i la classe de direcció van ser dirigides per Hermann von Schmeidel des de 1925 fins a 1933, a partir de 1928 es van fer concerts al centre d'educació d'adults.

## Període del nacionalsocialisme i fundació de la universitat estatal
Després que els nacionalsocialistes van prendre el poder, el director Sekles i tots els professors jueus i estrangers van ser destituïts el 10 d'abril de 1933; això va tenir un impacte negatiu durador en la qualitat de la formació. El mateix any també es van tancar les classes de jazz.
Ja als anys 20 s'havia produït un descens del patrimoni de la fundació -ajudat també per la crisi econòmica mundial- que va provocar l'ús de subvencions de la ciutat. Segons contractes entre la ciutat de Frankfurt i la "Fundació Dr. El Conservatori de Hoch" es va fundar l'any 1938 com a Universitat Estatal (avui Universitat de Música i Arts Escèniques de Frankfurt del Main), fet que va anar acompanyat de la separació dels departaments de formació professional, que la universitat va assumir a partir d'aleshores. La resta d'àrees especialitzades per a la formació laica es van quedar a l'àrea de formació del conservatori. Com a resultat, es va convertir, per dir-ho així, en una escola preparatòria per a la universitat. Tanmateix, la universitat estatal va continuar utilitzant el nom de Dr. El Conservatori de Hoch continua.
L'edifici d'Eschersheimer Landstrasse va ser destruït durant l'atac aeri el vespre del 4 d'octubre de 1943 durant la Segona Guerra Mundial. El conservatori es va traslladar al Palau Passavant-Gontard. Aquest també va ser destruït el febrer de 1944.

## Des de 1951 fins avui
L'any 1951 es van reprendre les classes a l'edifici de nova construcció d'Eschersheimer Landstrasse nº. 4 al costat del centre d'educació d'adults. El càrrec de president de la fundació l'ocupava un regidor de l'Ajuntament, a temps complet.
El 1967 el contracte de 1937 va ser cancel·lat per la ciutat de Frankfurt. Els plans per fusionar el conservatori amb l'escola de música juvenil l'any 1971 no es van implementar; en canvi, el conservatori es va convertir en un enllaç educatiu entre les escoles i l'escola de música.
Després que les àrees de formació, anteriorment només incloïen classes d'aficionats, l'oferta de cursos es va ampliar de nou el 1981 per incloure preparació universitària a temps complet, un departament de música antiga i un departament de música nova. Un any més tard es va crear un seminari de crítica musical i interpretació comparada, i també es va tornar a la vida el cor i l'orquestra del conservatori. Des de 1985, els educadors musicals han estat formats per completar l'"Examen Estatal de Professors de Música".
El 1989, es va completar el trasllat a l'edifici reconvertit de Philanthropin a Hebelstrasse, que havia començat tres anys abans. Des de l'any 1995 es va signar un conveni de col·laboració entre el conservatori i la facultat de música, que permet als alumnes del conservatori obtenir un diploma. L'1 de gener de 2002, el departament d'estudis del conservatori va rebre la condició d'acadèmia de música.
El 2005, el conservatori es va traslladar al recentment construït Ostend Education Center (BOZ) a Sonnemannstrasse.
El "Deutsche Bundesbank" va reconèixer la importància del conservatori en representar l'edifici original de l'institut a Eschersheimer Landstrasse nº. 4 al dors del bitllet de 100 DM des de 1990 en endavant. Al davant hi havia una imatge de Clara Schumann, professora de piano.

## Directors/Gerència
- 1878–1882: Joseph Joachim Raff
- 1883–1908: Bernhard Scholz
- 1908–1916: Iwan Knorr
- 1916–1923: Waldemar von Baußnern
- 1924–1933: Bernhard Sekles
- 1933–1936: Bertil Wetzelsberger
- 1936–1944: Hermann Reutter

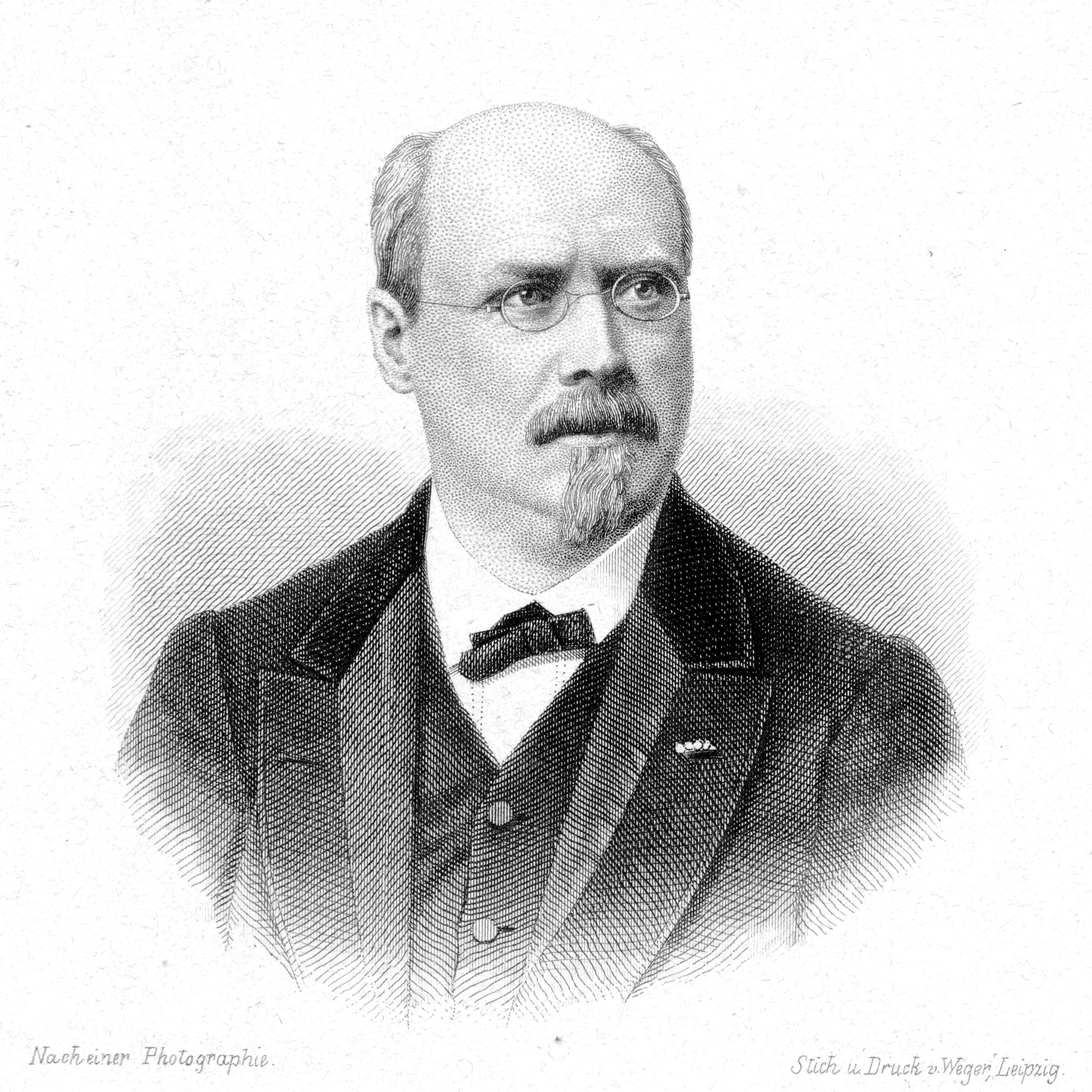
El primer director: Joachim Raff. Imatge cap al 1878

- 1950–1954: Walther Davisson, Director Artístic
- 1954–1958: Helmut Walcha, Erich Flinsch, Gustav Lenzewski, Direcció
- 1958–1973: Philipp Mohler
- 1973–1977: Klaus Volk
- 1977–1979: Hans-Dieter Resch, Alois Kottmann, gestió actuant
- 1979–2007: Frank Stähle
- 2007–2008: Werner Wilde, director en funcions
- 2008–2018: Mario Liepe
- 2018–2022: Christian Heynisch, Caroline Prassel, Karin Franke-André, Direcció
- des de 2022: Fabian Rieser, Caroline Prassel, Karin Franke-André, Direcció

## Professors coneguts (selecció)
| - Alfred Auerbach, 1906–1933 - Hugo Becker, Violoncel, 1894–1906 - Anton Biersack, 1936–1940 - Franz Theodor Magnus Böhme - Hermine Bosetti, 1926–1928 - Peter Cahn, 1954–1974 - Bernhard Cossmann, 1878–1910 - Margarete Dessoff, 1912–1917 - Ernst Engesser, 1884–1923 - Carl Friedberg, 1893–1904 - Gerhard Frommel, 1933–1945 - Herbert Graf, Escola d'òpera, 1930–1933 - Hugo Heermann, 1878–1904 - Johannes Hegar, Violoncel (Frankfurter Trio), 1899–1912 - Kurt Hessenberg, 1933–1942 - Carl Heymann, 1878–1880 - Alfred Hoehn, 1908–1916; 1929–1942 - Engelbert Humperdinck, 1890–1897 - Iwan Knorr, teoria i composició, també director de conservatori, 1883–1908 - Alois Kottmann - Ferdinand Küchler | - Claus Kühnl - James Kwast, Piano (Frankfurter Trio), 1883–1902 - Wolf-Eberhard von Lewinski - Albert Mangelsdorff, Improvisació i Jazz, 1976–1982 - Arnold Mendelssohn, 1912 - Johannes Messchaert, 1905–1906 - Alexander Molzahn, 1951–1972 - Alma Moodie - Joachim Raff, també director del conservatori, 1878–1882 - Adolf Rebner, Violí (Frankfurter Trio), 1904–1907; 1908–1933 - Ludwig Rottenberg, 1926–1932 - Gerhard Schedl - Marie Schröder-Hanfstängl, 1895–1897 - Clara Schumann, 1878–1892 - Mátyás Seiber, Cap de la classe de jazz, els primers cursos de jazz del món, 1928–1933 - Bernhard Sekles, també director del conservatori, 1896–1933 - Julius Stockhausen, 1878–1880; 1883–1884 - Anton Urspruch, 1878–1883 - Lazzaro Uzielli, 1882–1907 - Helmut Walcha, 1933–1938 - Hermann Zilcher, 1904–1908 |

## Alumnes coneguts (selecció)
| - Vladimír Ambros - Erich Bender - Anton Biersack, 1932–1936 - Ernst Bloch, 1900–1901 - Franz Theodor Magnus Böhme - Carlo Bohländer - Leonard Borwick - Hans-Jürgen von Bose - Walter Braunfels, 1894–1901 - Lisa Burgmeier - Catherine Carswell - Margarete Dessoff, 1893–1895 - Moritz Eggert, 1975–1986 - Agnes Fink - Ernst Fischer - Clemens von Franckenstein - Oskar Fried - Henry Balfour Gardiner, Frankfurt Group, 1894–1896 - Hans Gebhard-Elsaß, 1904–1907 - Else Gentner-Fischer - Konrad Georg - Frank Gerhardt - Ottmar Gerster, 1913–1916; 1918–1920 - Heinz Gietz - Percy Grainger, Frankfurt Group, 1895–1900 - Boris Hambourg, 1898–1903 | - Clement Harris - Eugen Henkel - Daniel Hensel - Alfred Hertz, 1883–1891 - Herbert Hess - Herbie Hess - Kurt Hessenberg, 1917–1931 - Paul Hindemith, 1909–1917 - Anthony van Hoboken - Frieda Hodapp, 1891–1898 - Robin Hoffmann - Alfred Hollins - Alfred Huth, 1918–1921 - Hans Jelmoli, 1895–1898 - Erich Itor Kahn - Alice Kaluza - Frederick Septimus Kelly, 1904–1908 - Otto Klemperer, 1901–1902 - Hans Klotz - Moritz Laßmann, 2009–2014 - Christof Lauer - Tiana Lemnitz - Uli Lenz - Edward MacDowell, 1879–1882 - Emil Mangelsdorff - Annette Marquard - Mehnersmoos | - Heinz Moog - Sibylle Nicolai - Norman O’Neill, Frankfurt Group, 1893–1897 - Pálma von Pászthory, 1897–1899 - Jean Wilhelm Pfendt - Hans Pfitzner, 1886–1890 - Roger Quilter, Frankfurt Group, 1897–1901 - Walter Rehberg - Hans Rosbaud, ca. 1915 - Max Rudolf - Cyril Scott, Frankfurt Group, 1891–1893; 1896–1899 - Gustav Adolf Schlemm - Tom Schlüter - Erich Schmid - Alexander Schneider, 1924–1927 - Dietrich Schulz-Köhn - Johanna Senfter, 1895–1903 - Hans Simon, 1914–1919 - Hermine Spies - Rudi Stephan - Beatrice Sutter-Kottlar, um 1920–1930 - Richard Tauber, 1908–1910 - Stefan Thomas - Ernst Toch, 1909–1913 - Richard Trunk - Hermann Hans Wetzler - Torsten de Winkel |